# Stille Nacht – Das Weihnachtswunder
Stille Nacht – Das Weihnachtswunder ist ein kanadischer Fernsehfilm, der auf einer wahren Begebenheit aus dem Zweiten Weltkrieg basiert. Hauptdarsteller sind Linda Hamilton und Matthew Harbour.

## Handlung
Die Geschichte beginnt am Weihnachtsabend 1944, als der 12-jährige Fritz Vincken mit seiner Mutter Elisabeth in die Jagdhütte der Familie, in den Ardennen, vor der herannahenden Front fliehen. Plötzlich tauchen drei versprengte amerikanische Soldaten aus dem Schneetreiben auf. Elisabeth schafft es, die Amerikaner zu überzeugen, ihre Waffen abzulegen. Da einer der Soldaten verwundet ist und Hilfe braucht, stimmen die Amerikaner den Bedingungen zu. Das Misstrauen verschwindet langsam und die Gegner helfen einander, als plötzlich drei deutsche Soldaten an der Hütte ankommen. Die Deutschen bedrohen Elisabeth und ihre Gäste, doch die resolute Frau schafft es, einen brüchigen Frieden zu erreichen, und nach einer Weile feiert man zusammen das Weihnachtsfest und vergisst für ein paar Stunden den Krieg.
Die Geschichte basiert auf einer wahren Begebenheit und wurde von Fritz Vincken überliefert.

## Realer Hintergrund
1959 verließ Fritz Vincken Deutschland. 1971 eröffnete er in Honolulu auf Hawaii eine deutsche Spezialitätenbäckerei, die heute von seinen Kindern geführt wird. 1964 schrieb er seine Erinnerungen an das unvergessliche Weihnachtsfest 1944 nieder. Sein Wunsch, alle Beteiligten wieder zusammenzubringen, hat sich nicht erfüllt. Seine Mutter starb 1966. Nach den drei deutschen Soldaten suchte er vergeblich – wahrscheinlich sind sie noch in den letzten Kriegsmonaten gefallen.
Doch durch einen glücklichen Zufall fand Vincken wenigstens Ralph, einen der drei amerikanischen Soldaten, wieder. 1996 besuchte er ihn in einem Pflegeheim in Frederick. Ralph besaß noch den deutschen Wehrmachtskompass, den er von einem der deutschen Soldaten geschenkt bekommen hatte. Monate später wurde auch Jim, damals 76, in Ohio gefunden. Harry, der damals Verwundete, war bereits 1972 gestorben. Auch Ralph ist mittlerweile tot. Fritz Vincken war lange Zeit Mitglied im Volksbund Deutsche Kriegsgräberfürsorge und ist am 8. Dezember 2001 in Oregon/USA verstorben.

## Auszeichnungen
- 2003 wurde der Film in vier Kategorien bei den Gemini Awards nominiert, nämlich für die beste Regie, die beste Originalmusik, die beste Kameraführung und den besten Ton.